# Church Hill (Maryland)
Church Hill és una població dels Estats Units a l'estat de Maryland. Segons el cens del 2000 tenia 530 habitants.

## Demografia
Segons el cens del 2000, Church Hill tenia 530 habitants, 210 habitatges, i 139 famílies. La densitat de població era de 401,2 habitants per km².
Dels 210 habitatges en un 33,3% hi vivien nens de menys de 18 anys, en un 46,7% hi vivien parelles casades, en un 15,2% dones solteres, i en un 33,8% no eren unitats familiars. En el 27,1% dels habitatges hi vivien persones soles el 8,1% de les quals corresponia a persones de 65 anys o més que vivien soles. El nombre mitjà de persones vivint en cada habitatge era de 2,48 i el nombre mitjà de persones que vivien en cada família era de 3,03.
Per edats la població es repartia de la següent manera: un 26,6% tenia menys de 18 anys, un 8,3% entre 18 i 24, un 30,8% entre 25 i 44, un 20,6% de 45 a 60 i un 13,8% 65 anys o més.
L'edat mediana era de 36 anys. Per cada 100 dones de 18 o més anys hi havia 81,8 homes.
La renda mediana per habitatge era de 48.250 $ i la renda mediana per família de 51.875 $. Els homes tenien una renda mediana de 32.857 $ mentre que les dones 26.964 $. La renda per capita de la població era de 18.487 $. Entorn de l'11,7% de les famílies i el 12,9% de la població estaven per davall del llindar de pobresa.

## Poblacions més properes
El següent diagrama mostra les poblacions més properes.